# AaB Fodbold
AaB, (Nome completo: Aalborg Boldspilklub) internacionalmente conhecido como Aalborg BK, ou às vezes também conhecido como AaB Aalborg, é um time de futebol profissional dinamarquês localizado em Aalborg. Atualmente, o clube está disputando o Campeonato Dinamarquês. No total, o clube ganhou quatro títulos do Campeonato Dinamarquês e três troféus da Copa da Dinamarca.

## História
O AaB foi fundado em 13 de maio de 1885 por engenheiros ingleses que estavam construindo o sistema ferroviário da Jutlândia, e os primeiros anos concentraram-se no críquete. Foi inicialmente denominado Aalborg Cricketklub, mas o nome do clube foi alterado para Aalborg Boldklub em 1899. O futebol foi adotado como amador em 1902, e desde então tem sido o esporte principal, como o nome foi alterado para o atual Aalborg Boldspilklub af 1885 em 1906.
Em 1995, o AaB tornou-se a primeira equipe dinamarquesa a participar na fase de grupos da Liga dos Campeões da UEFA, quando conquistou um lugar porque o Dínamo de Kiev foi expulso do torneio após um jogo por tentativa de manipulação de resultados. O AaB se classificou para a Liga dos Campeões de 2008–09 e é, com duas partidas, o clube dinamarquês que mais participou do torneio, depois do København.

## Torcida e rivalidades
O fã-clube oficial do Aalborg BK é o AaB Support Club. Formado em 1990, é um dos fã-clubes mais antigos da Dinamarca. A cultura de torcedores do Aalborg BK está prosperando, com grupos oficiais e não oficiais como Auxilia Ultras, AaB Tifo Kaos e Generationen oferecendo apoio fanático em todos os jogos, em casa e fora. Todos os grupos de torcedores do Aalborg BK, oficiais e não oficiais, também trabalham juntos sob o nome de "Vesttribunen" (The Western-Stand), em referência à tribuna onde estão os torcedores ativos. Alguns ultras do Aalborg BK têm amizade com os do Hammarby e Brann.
O maior rival do AaB é o AGF, com quem disputa o "Den Jyske Klassiker" (O Clássico da Jutlândia), uma partida entre as duas maiores cidades e os clubes mais populares de Jylland. A rivalidade foi mais proeminente nas décadas de 70, 80 e 90 e desde então diminuiu a tensão devido ao facto de ambos os clubes começarem a ver o København e o Brøndby como maiores rivais. A criação do Randers também viu uma nova rivalidade local para o AGF, o que aliviou a tensão com o AaB, já que o AGF desenvolveu uma rivalidade nova e muito intensa com o Randers. O Clássico da Jutlândia, no entanto, ainda é considerado um dos maiores jogos do futebol dinamarquês, e a história e a rivalidade entre os dois clubes são mostradas na jornada com grandes multidões, cantos ousados e apoio fanático entre os dois grupos de torcedores. A torcida dos dois clubes ainda considera este um dos maiores e mais importantes jogos da temporada.

## Estádio

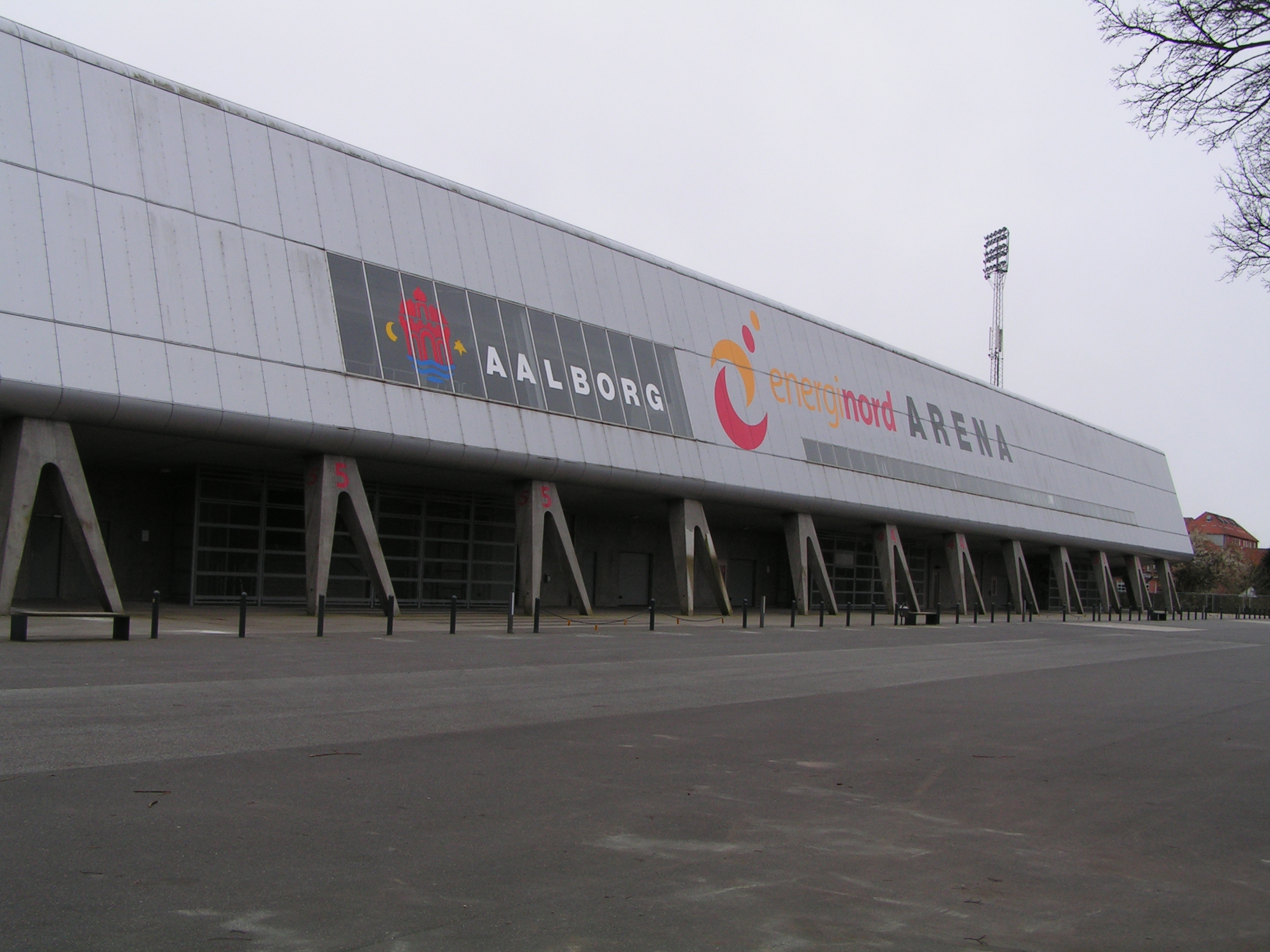
A fachada norte do Aalborg Stadion em 2008

Desde 1920, o Aalborg BK joga no Aalborg Stadion. O estádio foi inaugurado em 18 de julho de 1920 com um campo de jogo alinhado norte-sul. Os primeiros assentos para espectadores foram construídos em 1927 e, em 1937, foi construído um terraço de madeira para 3.000 espectadores em pé. Em 1960, o estádio pegou fogo e um novo estádio de concreto alinhado leste-oeste foi inaugurado em 1962. Nos últimos anos, o estádio foi ampliado e reconstruído para que agora tenha instalações modernas e cobertura sobre todas as arquibancadas. O estádio tem capacidade atualmente para 13.997 pessoas (8.997 lugares) ou 10.500 pessoas (todos os lugares).

## Títulos
| Continentais | Continentais                              | Continentais | Continentais                       |
|              | Competição                                | Títulos      | Temporadas                         |
| ------------ | ----------------------------------------- | ------------ | ---------------------------------- |
|              | Copa Intertoto                            | 1            | 2007                               |
| Nacionais    |                                           |              |                                    |
|              | Competição                                | Títulos      | Temporadas                         |
|              | Campeonato Dinamarquês                    | 4            | 1994–95, 1998–99, 2007–08, 2013–14 |
|              | Campeonato Dinamarquês - Segunda Divisão  | 2            | 1962, 1978                         |
|              | Campeonato Dinamarquês - Terceira Divisão | 1            | 1984                               |
|              | Copa da Dinamarca                         | 3            | 1965–66, 1969–70, 2013–14          |
|              | Torneio Provincial Dinamarquês de Futebol | 1            | 1928                               |

## Elenco
- Atualizado até 5 de fevereiro de 2024[7]

Legenda
- : Capitão
- : Jogador lesionado
- : Jogador suspenso